# تسانكو تسفيتانوف
تسانكو تسفيتانوف (بالبلغارية: Цанко Цветанов)‏ (مواليد 6 يناير 1970) هو لاعب كرة قدم. يلعب مع منتخب بلغاريا لكرة القدم. سبق له أن لعب في كأس العالم لكرة القدم مع منتخب بلاده.

## روابط خارجية
- تسانكو تسفيتانوف على موقع الاتحاد الدولي (مؤرشف)  (الإنجليزية)
- تسانكو تسفيتانوف على موقع قاعدة بيانات كرة القدم.إي يو (الإنجليزية)
- تسانكو تسفيتانوف على موقع ناشيونال فوتبول تيمز (الإنجليزية)
- تسانكو تسفيتانوف على موقع عالم كرة القدم.نت (الإنجليزية)